# Caraítas da Crimeia
Caraítas da Crimeia ou Krymkaraylar são um grupo étnico de língua turca derivado de adeptos do caraísmo na Europa Central e Oriental, especialmente no território do antigo Império Russo.
Os caraítas de língua turca viveram na Crimeia por séculos. Sua origem é uma questão de grande controvérsia. Alguns os consideram como descendentes de judeus caraítas que se estabeleceram na Crimeia e adotaram uma forma da língua karaim. Outros veem-nos como descendentes de cazares ou cumanos, quipchacos convertidos ao judaísmo caraíta. Hoje muitos caraítas da Crimeia negam origens étnicas semíticas e identificam-se como descendentes dos cazares. Mas aguns especialistas em história questionam esta teoria.